# Linesøya
Linesøya er en ø i Åfjord kommune i Trøndelag fylke i Norge. Øen ligger sydvest for Stokkøya og har et areal på 16,6 km². Det højeste punkt er Linesfjellet som er 230 moh. Linesøya har også gået under navnet Vågsøy eller Vågsøya, og dette navnet bruges på en del gamle kort.
Landbrug har været hovederhverv på Linesøya. På Linesøya findes følgende gårde med egne gårdsnummer: Lines, Sørgård, Eid, Stemma (inklusiv Tørvika) og Nordgård.

## Linesøybroen
Linesøya fik broforbindelse til Stokkøya i december 2011 med Linesøybroen. - Stokkøya fik bro til fastlandet i december 2000. Mesta fik i opgaven med at bygge broerne til Linesøya. Broen er 315 m lang og har en vejbane med mødepladser. Oprindelig var det planlagt, at broen skulle være færdig i 2008, men på grund af vanskelige bundforhold blev dette tidspunktet forskudt til slutningen af 2011. Broen stod færdig 8. oktober 2011, og det blev markeret med fejring på toppen af broen med ca. 800 fremmødte.
På halvøen Øyholmen findes der rester af en tysk flyradarstation fra 1940-45.